# Pirâmide de aprendizagem
A pirâmide de aprendizagem (também conhecida como "o cone de aprendizagem", "o cone de retenção" ou "a pirâmide de retenção")  é um grupo de populares modelos de aprendizagem e representações que relacionam diferentes graus de retenção induzidos por vários tipos de aprendizagem. As representações são geralmente por meio de porcentagens e camadas discretas dentro de uma "pirâmide de aprendizagem". A divisão é geralmente de 10, 20, 30, 50 e 90 por cento.
Pirâmides de aprendizagem são tentativas de apresentar de maneira esquematizada a capacidade de retenção de um conteúdo do cérebro humano, em geral pressupondo que quando algo é estudado de forma ativa, seja promovendo um debate, fazendo algo na prática ou ensinando o conteúdo estudado, esse conteúdo é retido de maneira mais efetiva; por outro lado, o mesmo conteúdo poderia ser esquecido facilmente caso fosse aprendido apenas de forma passiva, por exemplo, por meio da leitura, assistindo à uma palestra ou ouvindo uma história. Dentre os críticos de tal proposta estão nomes como Daniel T. Willingham e Kåre Letrud.

## Descrição
Acredita-se que a primeira dessas representações tenha se originado em um livro de 1954 chamado Audio-Visual Methods in Teaching. Um modelo de pirâmide foi desenvolvido pelo National Training Laboratories Institute no início dos anos 1960, em seu campus principal em Bethel, Maine, para o qual a pesquisa interna original foi perdida. O modelo da pirâmide de aprendizagem do NTL ainda se tornou uma representação central desse conceito, com um grande número de modelos desenhados a partir dele. O modelo deste NTL geralmente exibe a seguinte representação.

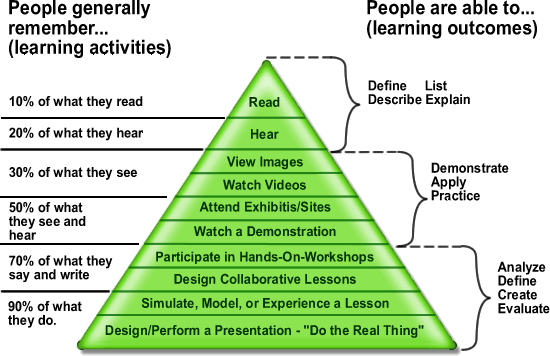
Pirâmide de Aprendizagem ou Cone de Aprendizagem

| Taxa de retenção | Atividade de aprendizagem antes do teste de conhecimento |
| ---------------- | -------------------------------------------------------- |
| 90%              | Ensine outra pessoa / use imediatamente.                 |
| 75%              | Pratique o que aprendeu.                                 |
| 50%              | Participe de uma discussão em grupo.                     |
| 30%              | Assista a uma demonstração .                             |
| 20%              | Assista ao audiovisual .                                 |
| 10%              | Leia .                                                   |
| 5%               | Ouça uma palestra .                                      |

## Tipologia
Em 1969 o educador estadunidense Edgar Dale afirmou por meio de um estudo no qual cunhou o termo "cone of learning" que, depois de duas semanas estudando um determinado tópico, o cérebro humano seria capaz de se lembrar de 10% do que leu; 20% do que ouviu; 30% do que viu; 50% do que viu e ouviu; 70% do que disse em uma conversa/debate; e 90% do que vivenciou a partir de sua prática.
De maneira análoga a Edgar Dale o psiquiatra americano William Glasser (1925-2013) aplicou sua teoria da escolha para a educação, por meio da qual estabeleceu a chamada "Pirâmide de William Glasser".

## Críticas
Críticas surgiram nas primeiras versões do modelo, como o Cone da Experiência de Dale. Os críticos relataram inconsistências entre a pirâmide de aprendizagem e pesquisa. Perdendo-se o estudo da pirâmide de aprendizagem do NTL, o campo em grande parte se apoia em uma metodologia desconhecida de qualidade desconhecida, com mitigação desconhecida de parâmetros influentes, como tempo, população testada, etc., tornando os resultados do estudo original não confiáveis.